# Pneumocystis jirovecii
Pneumocystis jirovecii je zástupce rodu Pneumocystis, jednobuněčná parazitická houba napadající člověka. Pro zdravého člověka není nebezpečná, ale u oslabených lidí vyvolává pneumocystózu.

## Název
Pojmenovaná je podle Otty Jírovce, českého parazitologa.